# Crkva sv. Mihaela arkanđela u Zrinskom Topolovcu
Crkva sv. Mihaela arkanđela u Zrinskom Topolovcu župna je rimokatolička crkva u Zrinskom Topolovcu u Bjelovarsko-bilogorskoj županiji.
Župna crkva je barokna građevina u koju su inkorporirani dijelovi starije gotičke crkve u potpunosti pregrađene 1723. Konačan izgled rezultat je također barokne obnove 1764. kada postaje jednobrodna građevina pravokutnog tlocrta i užeg poligonalno zaključenog svetišta s pridruženom kapelom sv. Josipa južno uz brod te sakristijom sjeverno od svetišta. Pred zapadnim pročeljem nalazi se zvonik.
Svečano se slavi svake godine blagdan sv. Mihaela arkanđela 29. rujna.

## Zaštita
Pod oznakom Z-1909 vodi se kao nepokretno kulturno dobro - pojedinačno, pravnog statusa zaštićena kulturnog dobra, klasificirano kao "sakralna graditeljska baština". 